# جون سيدغويك
جون سيدغويك (بالإنجليزية: John Sedgwick)‏ هو ضابط أمريكي، ولد في 13 سبتمبر 1813 في كورنوال في الولايات المتحدة، وتوفي في 9 مايو 1864 في مقاطعة سبوتسيلفانيا في الولايات المتحدة.